# Centaurea mayeri
Centaurea mayeri — вид квіткових рослин айстрових (Asteraceae). Ендемік Хорватії.